# 俞咨伯
俞咨伯（1511年—1547年），字礼卿，号蒲山，浙江嘉兴府平湖县人，明朝政治人物，進士出身。

## 生平
嘉靖十年（1531年）辛卯科浙江乡试第七十名举人，嘉靖十一年（1532年）聯捷壬辰科会试第二十七名，二甲十二名进士。工部觀政，初授工部营缮司主事，差督苏松织造，事竣，监督太庙工程。历任工部虞衡司员外郎、屯田司郎中，因忤逆翊國公郭勋，十八年七月弹劾他与营缮司郎中范钦克减商价，阻误大工，遭逮捕入狱，事情澄清后复官。嘉靖十九年（1540年），擔任泉州府知府，任内政績卓著。特别是治旱。任职六年，嘉靖二十四年（1545年）拔擢为河南副使，赴任途中，同年八月調任山西，提調學校，二十六年春因病致仕，数月後去世，年三十七。

## 家族
曾祖俞士弘，壽官，生五子：俞琛、俞玭、俞璿、俞璧、俞瓛。祖父俞瓛，字廷貴，號春湖，生三子：俞金、俞銓、俞鍾。父俞金，號界涇，监生，封工部虞衡司员外郎。母沈氏，封太孺人。重庆下。弟咨益、咨夔、咨垂、咨龍、咨岳、咨皋、咨稷。